# سانتوآریو (ریسارالدا)
سانتوآریو (انگلیسی: Santuario, Risaralda) نام شهری در کشور کلمبیا است.